# Pinus bhutanica
Pinus bhutanica — вид хвойних рослин роду сосна родини соснових. Вперше описаний в 1980 році.

## Опис
Рослина родом із східних Гімалаїв (зростає на висоті 1750—2850 м). Сосна має до п'яти голок в пучку, дуже тонкі, вигнуті що звисають (9–24 см) часто з чотирма каналами смоли. Дерево (25–30 м × 0,8–1,2 м) з відкритою кроною. Шишки подовжено-циліндричні, 12–20 × 3–4 см (5–7 см у відкритому стані). Насіння коричневе, яйцювате, стисле, 6–8 × 4–5 мм. Гілочки тонкі зелено-трав'янистого кольору, нерівні через підвищення вузлів. Конус (12–20 см).

## Поширення
Країни зростання: Бутан, Китай (Тибет), Індія (штат Аруначал-Прадеш).